# Lyskirchen

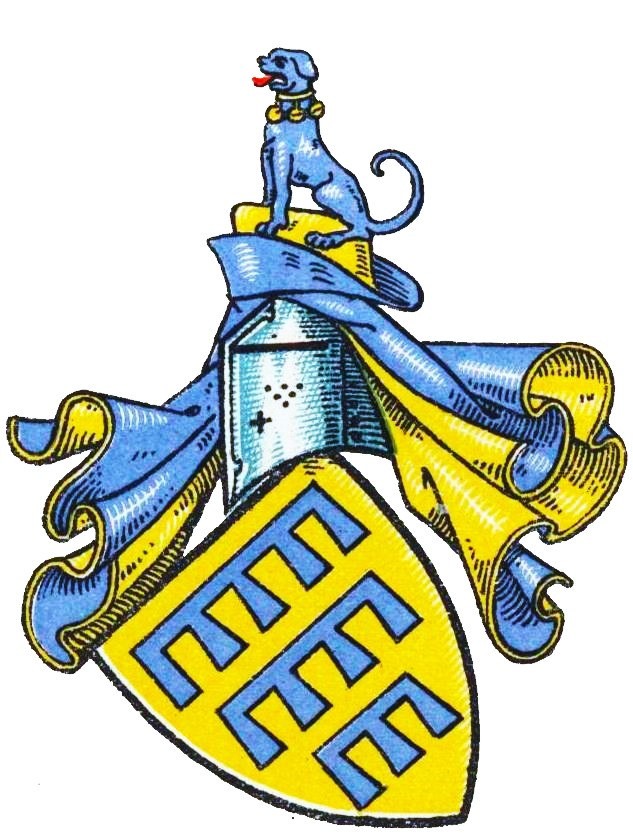
Wappen der Lyskirchen (Lieskirchen) im Wappenbuch des Westfälischen Adels

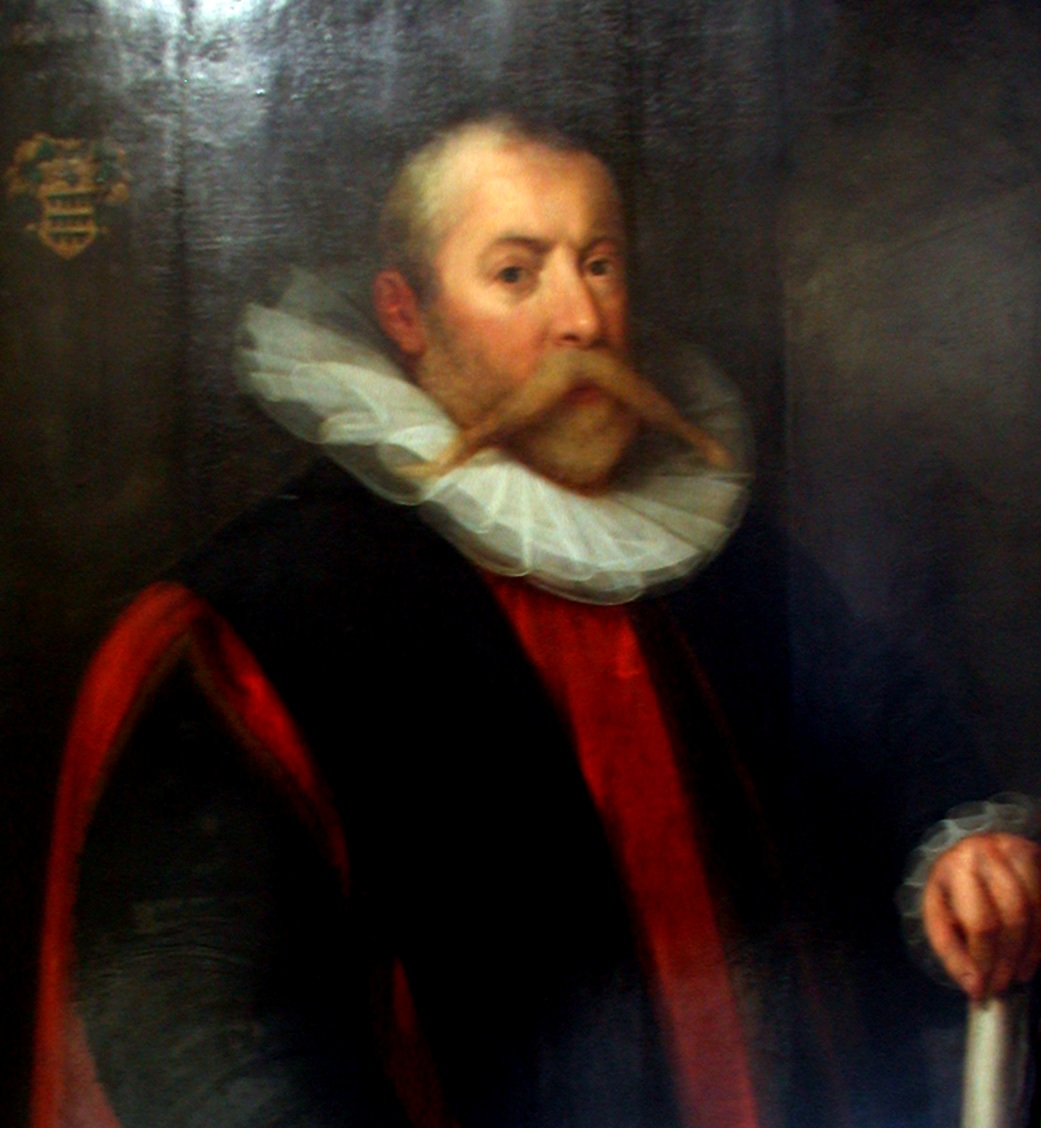
Johann Lyskirchen in der Robe eines Kölner Bürgermeisters um 1595

Die Familie Lyskirchen (y als [iː] gesprochen) (auch Liskirchen, Lieskirchen o. ä.) zählte zu den bedeutendsten Geschlechtern der mittelalterlichen Stadt Köln und gehörte dem Kölner Patriziat an. Sie hatten die wichtigsten Positionen im Schöffenkollegium, in der Richerzeche und auch für lange Zeit im Rat inne. Die Familie, die über Generationen hinweg mehrfach Bürgermeister der Stadt stellte, war bis in das 17. Jahrhundert in der Kölner Politik vertreten.

## Der Name Lyskirchen
Die Lyskirchen waren Stifter der Kirche in der der römischen Mauer vorgelagerten Siedlung „Nothausen“, dem späteren Bezirk Lyskirchen der Vorstadt Oversburg. Der frühere Name der Patrizierfamilie, „Lisolvyi“, soll auch der Kirche ihren Namen gegeben haben. Im Wandel der Zeit wurde aus „ecclesia Lisolvyi“ (Mitte 12. Jahrhundert) „Lisolphi“ (1170) und „Lisolfiskyrken“ (1176). Der Name entwickelte sich nach weiteren Abwandlungen bis hin zu Lysenkyrchen im Jahr 1407.
Die sich später entwickelnden Hauptlinien der Sippe waren die Lyskirchen vom Heumarkt, die zu Mirwillre (auch Mirweiler), die in Airsburg (auch Airsbach oder später Oversburg) und die Crop von Lyskirchen in der Rheingasse.

## Geschichte
Die Herkunft des Kölner Geschlechtes liegt im Dunkel der frühen Kölner Geschichte. In den Quellen nachweisbar sind die eng mit der städtischen Politik verbundenen Lyskirchen seit der zweiten Hälfte des 12. Jahrhunderts.
Die Lyskirchen stammten aus der Altstadt und hatten ihren Wohnsitz zunächst am dortigen großen Markt, dann in der im Bezirk St. Martin gelegenen Rheingasse. Urkundlich kommt von dieser Familie zuerst der 1182 erwähnte Ludwig, der Sohn „Erenfrieds“, als Zeuge vor.

### Die Crop von Lyskirchen von der Rheingasse
Erste Angaben Fahnes zur Sippe des „Erinfridus“ (um 1140) sind nach „Lau“ sehr strittig. Erinfridus heiratete demnach Liveradis, die ihm einen Sohn gebar, den sie Ludwigus nannten. Dieser (ab hier mit den Quellen konform), für den die Lebensdaten 1182 bis 1205 angegeben werden, heiratete die Witwe Gertrudis, welche ihm ein Haus in der Rheingasse (neben dem Anwesen des Hilger Hardefust gelegen) als Mitgift in die Ehe einbrachte. Dieses Haus, das um 1230 als „mansio Ludewici, filii Erinfridi“, bezeichnet wurde, ging an den dieser Ehe entstammenden Constantinus (filius Ludewici) „de platea Rheni“ (Rheingasse) über. Ein Eintrag in der Schreinsakte von 1303 beschrieb die Lage dieses Hauses als: domus et ar. in platea Reni, que quond. fuit mansio Constantini Crop, iuxta mansionem Hildegeri Hardevust interius versus Renum.
Mit Constantin († um 1236), der Margarethe Overstolz zur Frau nahm und sich Crop von der Rheingasse oder Sohn Ludwigs nannte, begann der gesellschaftliche Aufstieg der Familie. Er war der erste der Lyskirchen, der 1225 in die Spitze der damaligen Oberschicht Kölns aufstieg, indem er als Mitglied in die Richerzeche aufgenommen und durch diese zum Bürgermeister ernannt worden war.
In der ehelichen Verknüpfung der Lyskirchen mit dem Geschlecht der Overstolzen sehen Historiker den Grund, dass die Nachkommen Constantins fortan das Overstolzenwappen führten. Von seinen Söhnen erhielt der Erstgeborene Godeschalk das Stammhaus in der Rheingasse und gründete eine Linie des Namens Crop von Lyskirchen.
Der zweite Sohn, Constantin, nahm seinen Wohnsitz bei St. Maria Lyskirchen und nannte sich „de ecclesia Lysolphi“. Seine Nachkommen wandelten den Namenszusatz ab; sie nannten sich nun „von Lyskirchen“.
Constantin stand sowohl bei den Bürgern als auch bei Erzbischof Wicbold in hohem Ansehen. Er machte Geldgeschäfte im großen Maßstab, die er vor allem mit dem Erzbischof tätigte, der ihm 1303 für eine Schuld von 6000 Kölner Mark den größten Teil seiner Einkünfte in Köln verpfändete. Die Familie kam bis 1325 nicht im Schöffenamt vor, gehörte jedoch der Richerzeche und später dem Rat an. Constantin wurde 1279 durch Burggraf Johann mit Airsbach belehnt, welches 1280 von Erzbischof Siegfried von Westerburg bestätigt wurde, und übernahm dort 1282 das Amt des Greven. Constantin, der auch Mitglied in der Münzerhausgenossenschaft war, verstarb um 1306.
Die Nachkommen des Constantinus Crop „de Lysolphi“ stammten aus zwei Ehen. Der ersten mit Gertrudis Kaltcroisen († um 1280) entstammten fünf Kinder; mit seiner zweiten Frau Richmudis de novo foro (der lateinische Name des Neumarktes) hatte er acht Nachkommen. Einer der Söhne aus erster Ehe heiratete Hadewigis Hardevust und wurde erzbischöflicher Schultheiß in Deutz. Ein Sohn Constantins aus zweiter Ehe heiratete Sophia von Stessa, wurde ebenfalls Greve zu Airsbach (comes de Lisolfkirchen) und verstarb 1321.

### Machtverlust
Im 14. Jahrhundert hatten sich die Lyskirchen fest in der Kölner Gesellschaft etabliert und erlangten Einfluss im Schöffenkollegium. Ab 1391 ging das Recht der Bürgermeisterwahl, das bislang von der Korporation der Richerzeche wahrgenommen worden war, an den Rat über. In den sich dann zuspitzenden Rivalitäten in der Kölner Oberschicht kam es zu einer Parteienbildung der von Hilger Quattermart gegründeten so genannten „Greifen“ und der Partei der „Freunde“ unter Führung von Konstantin von Lyskirchen vom Heumarkt († um 1420), der im Juni 1396 gefangen genommen wurde. Es war das vorläufige Ende einer Vormachtstellung des Geschlechtes der Lyskirchen innerhalb des Kölner Patriziates.
Nach dem politischen Niedergang des Patriziates verloren die Lyskirchen vorübergehend an Bedeutung. Sie konzentrierten sich stärker auf ihre Geschäfte und engagierten sich nun auch im florierenden Weinhandel; im Nachgang der Kölner Stiftsfehde 1475 versuchten sie allerdings – letztlich vergeblich – die neue städtische Verfassung zu stürzen.
Erst in der Mitte des 16. Jahrhunderts kehrten die Lyskirchen auf die politische Bühne zurück und stellten noch einige Male den Bürgermeister. Constantin von Lyskirchen (1604 bis 1672) war der letzte seiner Sippe im höchsten städtischen Amt, das er letztmals 1570/71 zusammen mit Caspar von Cronenberg als zweitem Bürgermeister ausübte.

### Herausragende Familienmitglieder

#### Umsturzversuch des Werner von Lyskirchen
Werner von Lyskirchen führte 1475 in der für die Stadt Köln existenziellen Krise der Kölner Stiftsfehde als Hauptmann die städtische Miliz. Die allgemeine Unzufriedenheit über die finanziell angespannte Situation nach der Fehde versuchte Werner zu nutzen, um die Machtverhältnisse in der Reichsstadt umzustürzen. Der Ratsherr agierte als geheimer Drahtzieher eines Aufruhrs, der im Herbst 1481 in der Zunft der Gütelmacher begann und sich rasch ausweitete. Die Protestierenden setzten eine Sonderkommission ein, die aus gewählten Vertretern der Gaffeln und Zünfte bestand, und sich „Große Schickung“ nannten. Im Laufe von sechs Monaten entpuppte sich diese Abordnung als eine Art Neben- und Gegenrat, der schließlich den gewaltsamen Umsturz wagte und den Ratsherren Werner von Lyskirchen zum obersten und ersten Mann der Stadt erhob. Der Aufruhr brach schnell zusammen und die Rädelsführer wurden enthauptet; erst im Verlauf des Prozesses wurde transparent, welche steuernde Funktion Werner in der Ursupartion eingenommen hatte. Schließlich gab er zu, er habe die Herrschaftsstrukturen aus der Zeit vor 1396 wieder herstellen wollen. Er wurde zum Tode verurteilt und auf dem Schafott hingerichtet, erhielt aber bei der Enthauptung eine Sonderbehandlung, die seiner Herkunft aus einer der führenden Geschlechter geschuldet war. Aus dem gleichen Grund wurde sein Leichnam auch mit einer Prozession feierlich in der Dominikaner-Kirche bestattet.

#### Costyn Lyskirchen
Constantin von Lyskirchen, auch „Costyn“ genannt (1500 bis 1581), war ein Sohn des Johann von Lyskirchen und der Catharina Hupp. Er studierte an der Universität zu Köln und wurde als erfolgreicher, überregional agierender Kaufmann eine einflussreiche Person der Hanse, in der sich um 1500 einige Städte unter der Führung Kölns zusammengeschlossen hatten. In seiner Heimatstadt gehörte Lyskirchen der Gaffel Eisenmarkt an, die ihn zu ihrem Bannerherren erwählte. Als solcher war er von 1544 bis 1580 Ratsherr. Er wurde, obwohl ihn sein engagiertes Eintreten für niederländische Religionsflüchtlinge einigen seiner Kollegen als möglicher Anhänger der neuen ketzerischen Lehre verdächtig erscheinen ließ, in diesen Jahren von seinem Kollegium zehnmal zum Bürgermeister gewählt (nach jedem Amtsjahr mussten die Amtsinhaber mindestens ein Jahr pausieren).
Lyskirchen war seit 1540 mit Elisabeth, der jüngsten Tochter des Georg Hackeney, verheiratet, die ihm neun Kinder gebar. Durch diese Heirat übernahm Lyskirchen auch den auf der Nordseite des Neumarktes gelegenen Hackeney’schen Hof sowie die Altertumssammlung des 1518 verstorbenen Nicasius Hackeney, des Onkels seiner Frau. Als hochgebildete und weit gereiste Persönlichkeit trug er mit seinem Wissen beispielsweise zur Entstehung des vom Theologen Georg Braun und dem Kupferstecher Frans Hogenberg zwischen 1572 und 1618 herausgegebenen Städtebuches „Civitates orbis terrarum“ bei. „Costyn“ von Lyskirchen verstarb 1581 im Amt.

#### Sammlung Lyskirchen
Seine Altertümer, wie der Altar der Victoria, waren zumeist Fundstücke der kölnischen Römerzeit. Sie zeigten das schon zu dieser Zeit vorhandene Bestreben einzelner Persönlichkeiten, der Nachwelt ganz in der Art des späteren Kunstsammlers Wallrafs Zeugnisse der städtischen Geschichte durch Sammlungen zu erhalten. Bereits im Jahre 1570 fand die Sammlung Lyskirchens (und die weiterer Kölner Sammler) ihren dokumentarischen Niederschlag in der Auftragsarbeit des Rates an den Kupferstecher Arnold Mercator, der in seiner Stadtansicht etliche der noch heute in den Museen in Köln (Römisch-Germanisches Museum) und Bonn (Rheinisches Landesmuseum Bonn) erhaltenen Stücke dieser Objekte detailgenau abbildete.

#### Lyskirchen als Initiator der Rathauslaube
Lyskirchen und der Ratsherr, Jurist und Antikensammler (wie Lyskirchen) Johann Helman als Vertreter der städtischen Bauherrenschaft galten nicht nur als die gelehrten Sammler antiker Artefakte, sondern waren auch engagierte Verfechter des Planes, dem Rathaus nach klassisch antikem Vorbild eine Vorhalle anzufügen. Die Herren riefen eine Kommission ins Leben, die zu diesem Zweck eine Reihe von Experten mit entsprechendem Fachwissen zusammenführte. Nachdem der flämische Maler, Bildhauer und Architekt Cornelis Floris die Grundidee in Form eines Entwurfes im Stil der Renaissance erarbeitet hatte, wurde Lyskirchens Vision verwirklicht. Zwischen den Jahren 1569–1573 wurde nach den Plänen und Berechnungen des Baumeisters Wilhelm Vernuken aus Kalkar am Niederrhein die Rathauslaube errichtet.

#### Generationenfolge der Neuzeit
Constantin von Lyskirchen (1545 bis 1600) war ein Sohn des gleichnamigen Kölner Bürgermeisters. Im Gegensatz zu seinem Bruder Johann wählte er als Perspektive seines Lebens eine geistliche Laufbahn. Constantin wurde Propst des Stiftes St. Georg (seit 1583), war Pfarrer an St. Jakob und St. Maria Lyskirchen sowie Kanoniker an den Stiften St. Ursula, St. Maria im Kapitol und St. Gereon. Der Basilika St. Gereon stiftete Constantin ein Kruzifix.
Johann von Lyskirchen († um 1608) war ein Sohn des Bürgermeisters Constantin von Lyskirchen und seiner Frau Elisabeth Hackeney. Er war wie sein Vater ein erfolgreicher Kaufmann, der sich in der Gaffel Windeck eingeschrieben hatte. Er verstand es, Einfluss und Vermögen der Familie zu mehren, und übernahm die umfangreiche Sammlung römischer Altertümer seines Vaters. Seinen Zeitgenossen galt er als ein gelehrter und sittenstrenger Mann. Als ein solchermaßen geachteter Bürger gehörte er in den Jahren 1572 bis 1605 dem Rat der Stadt an, der ihn zwischen 1595/96 und 1607/08 fünfmal ins Amt des Bürgermeisters wählte.
Constantin von Lyskirchen (1604 bis 1672) hatte traditionell den väterlichen Vornamen erhalten. Er war der Sohn des Bürgermeisters und seiner Ehefrau Gertrud von Reck. Er war Enkel und Urenkel von Kölner Bürgermeistern und nannte sich nach der seit dem 16. Jahrhundert im Besitz der Lyskirchen befindlichen Herrschaft bei Bonn Herr zu Dransdorf. Constantin heiratete im Jahr 1631 die Bürgermeistertochter Margarethe von Rottkirchen (1609 bis 1665), die ihm sechs Töchter gebar. Außer seiner Mitgliedschaft im Rat von 1629 bis 1638, seiner Amtstätigkeit als Bürgermeister zwischen 1640/41 und 1670/71 und seiner Gesandtschaft zu den Verhandlungen in Münster, die 1648 zum Westfälischen Frieden führten, ist über berufliche Dinge wenig bekannt. Eine Abbildung zeigt ihn mit Schwertgehänge und Degen, so dass man annimmt, er sei als Angehöriger des Adels dargestellt worden. Constantin lebte von seinen Einkünften als Rentier und Großgrundbesitzer.

### Vorstadtbezirk Lyskirchen
Lyskirchen war einer der Bezirke in der reichsstädtischen Vorstadt Oversburg. Der Bezirk Lyskirchen umfasste die Straßen Filzengraben und „An Lyskirchen“, die Holzgasse, den größeren Teil der Straße „Große Witschgasse“ und den Holzmarkt bis zur Holzgasse.

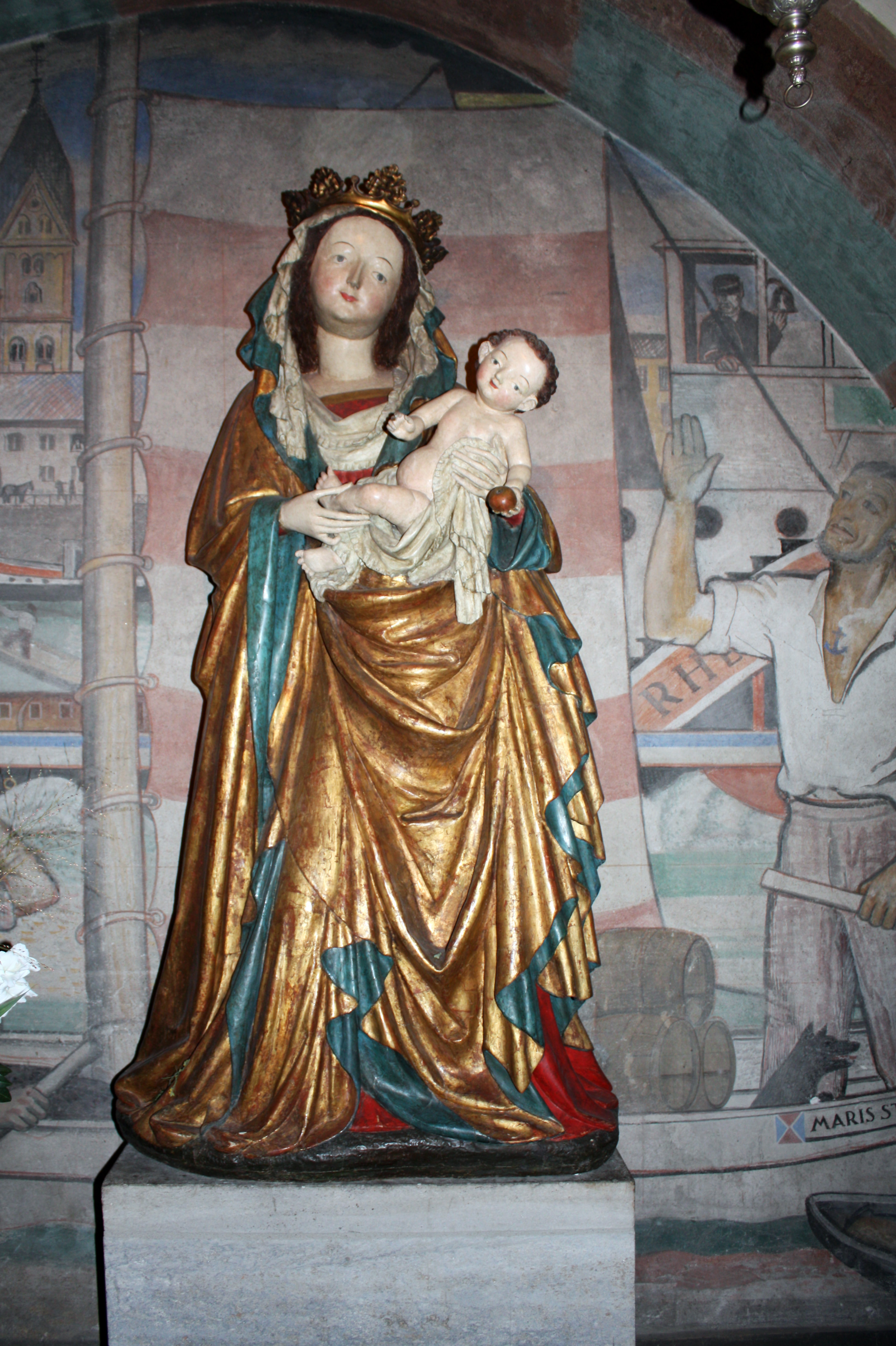
„Schiffermadonna“ von St. Maria Lyskirchen (um 1420)
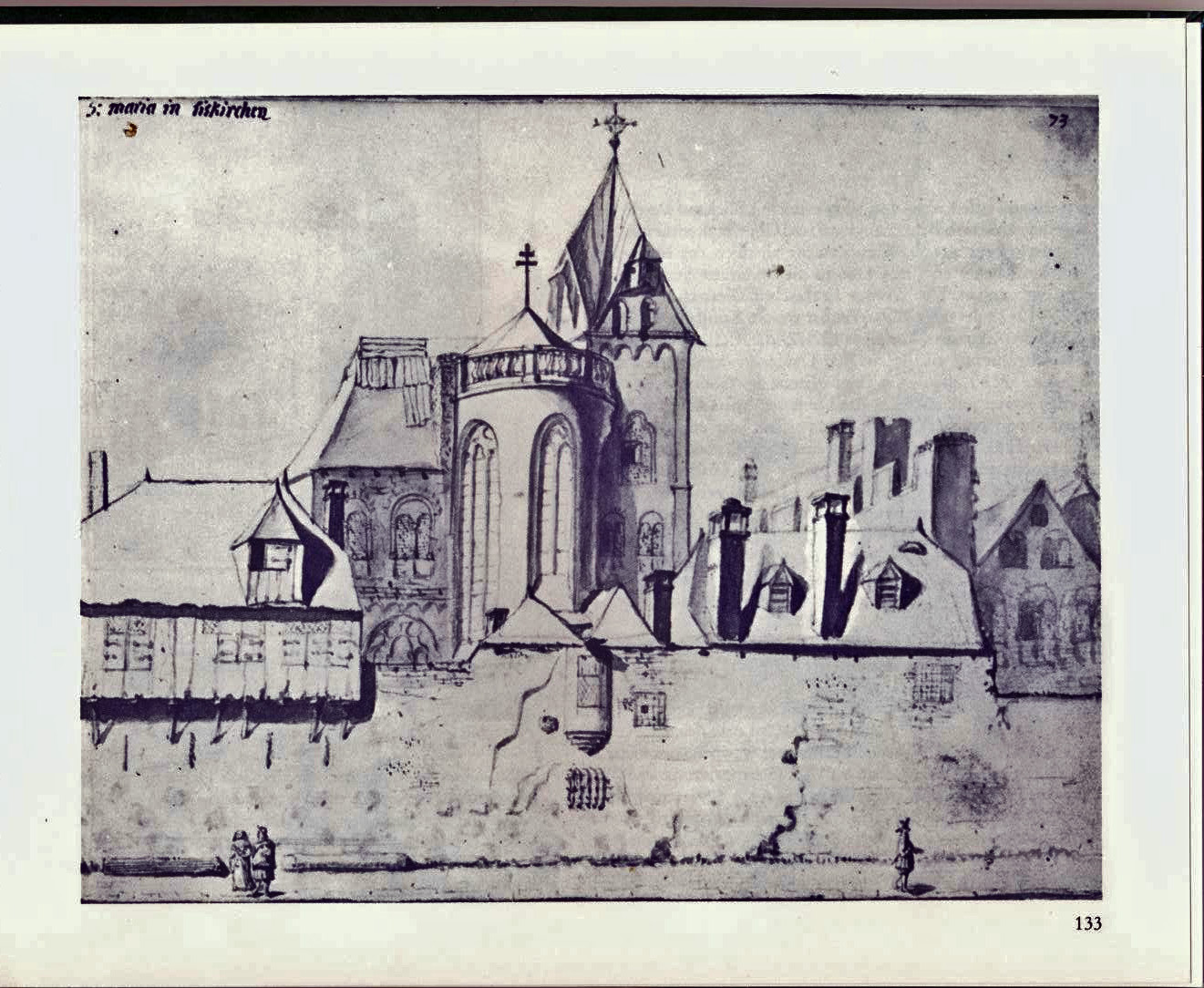
Darstellung Finkenbooms 1665
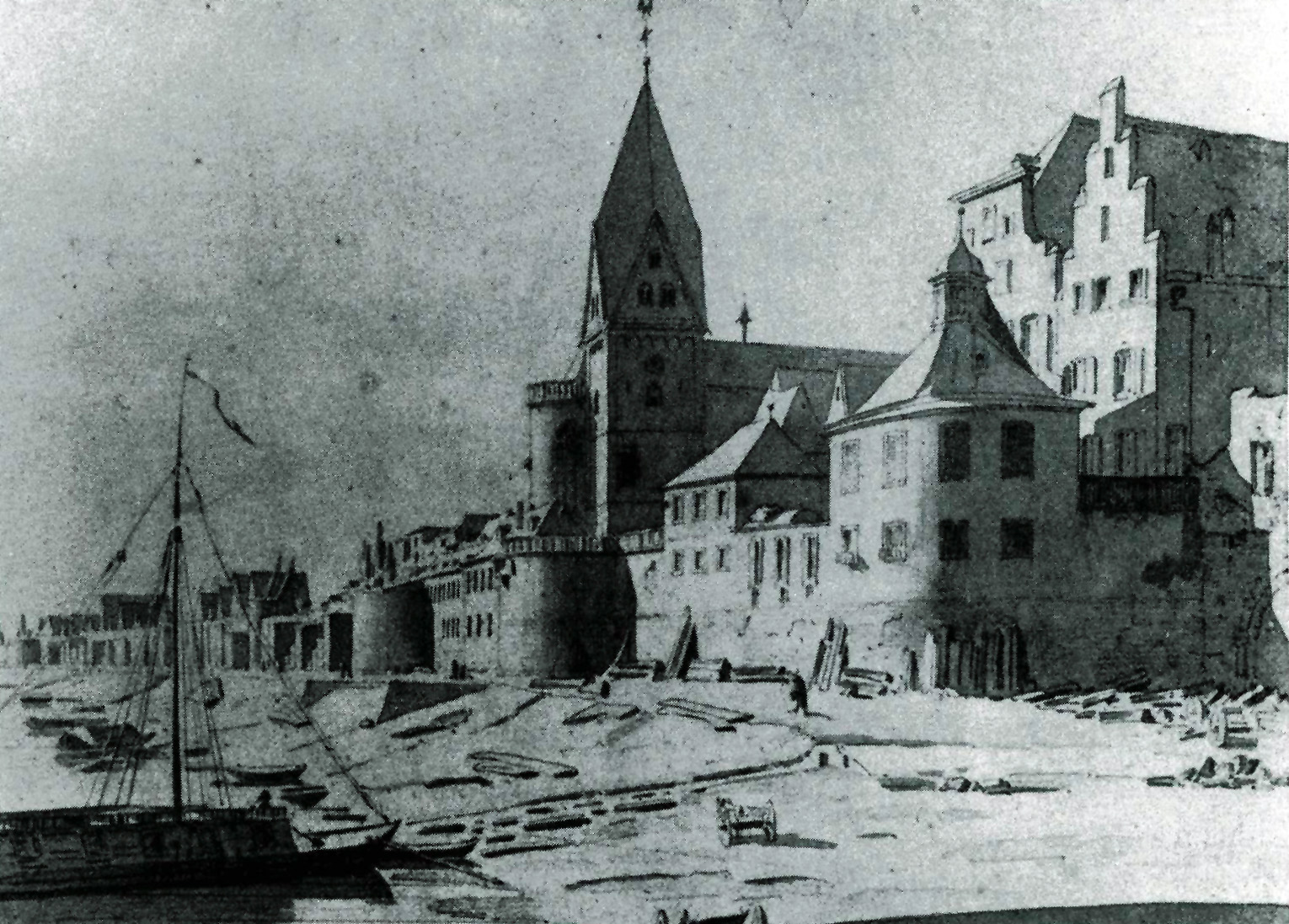
Lithographie J. A. Wünsch um 1827
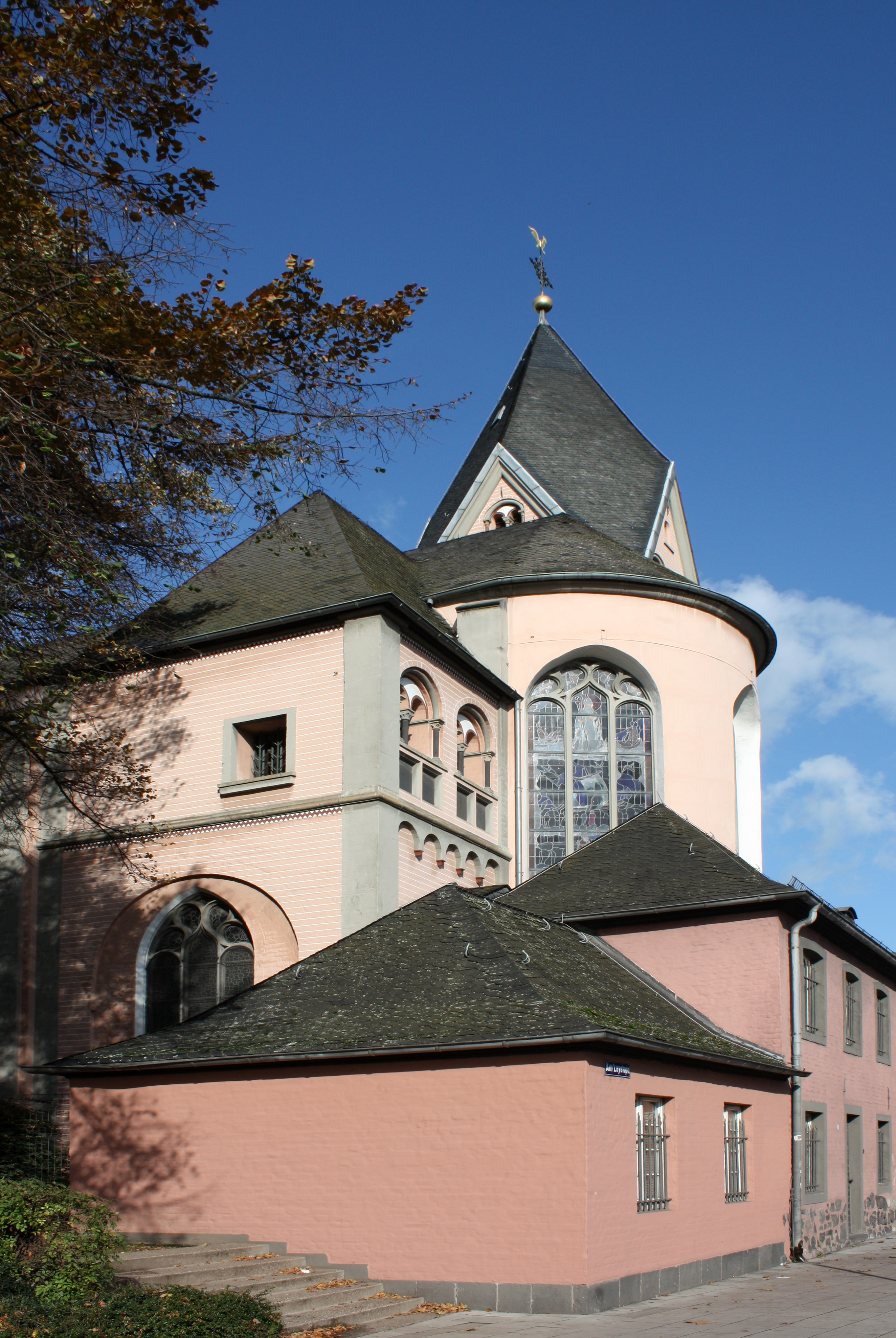
St. Maria Lyskirchen heute

Der Bezirk entwickelte sich zu einem der Kernbereiche der Vorstadt Oversburg, in der prächtige Patrizier- und Zunfthäuser errichtet worden waren. Die Bewohner des am Rheinufer gelegenen Viertels waren aber seit alter Zeit vor allem die Rheinschiffer und Ruderknechte sowie die Fuhrleute und Sackträger. Im Viertel Lyskirchen befand sich das Stammhaus der „Lyskirchen“; es wurde 1652 zum Pfarrhaus der Kirche St. Maria Lyskirchen umgebaut.

## Aussterben der Lyskirchen
Das Geschlecht erlosch mit dem Tod von Maria Felicitas von Lyskirchen, Äbtissin zu Füssenich, am 27. Juni 1808.

## Die Lyskirchen im Gedächtnis der Stadt
An das am Anfang des 19. Jahrhunderts in der Stammesfolge ausgestorbene Geschlecht erinnern die romanische Kirche St. Maria Lyskirchen, die kleine, an dieser Kirche gelegene Straße „An Lyskirchen“, der südstädtische Karnevalsverein Lyskircher Junge und ein im Veedel Lyskirchen betriebenes Hotel gleichen Namens. Neben den zahlreichen Dokumenten des kirchlichen und des städtischen Archivs sind es einige Porträts der Lyskirchener Familienmitglieder, vornehmlich die der Bürgermeister, die von unterschiedlichen zeitgenössischen Künstlern geschaffen wurden. Habitus und prachtvolle Kleidung der dargestellten Personen verdeutlichen Anspruch und Stellung des Patriziergeschlechtes. Die Gemälde befinden sich heute überwiegend in den städtischen Museen.

## Persönlichkeiten
- Konstantin von Lieskirchen (* im 14. Jahrhundert; † im 14. Jahrhundert), Domherr in Münster.

## Wappen
Blasonierung: In Gold drei blaue Turnierkragen von fünf, vier und drei Latzen übereinander. Auf dem Helm mit blau-goldenen Helmdecken ein goldener blauaufgeschlagener Hut, auf dem ein blauer Hund mit goldenen Halsband, an dem drei goldene Schellen hängen, nach rechts gewandt sitzt.